# پیمان‌کار عمومی

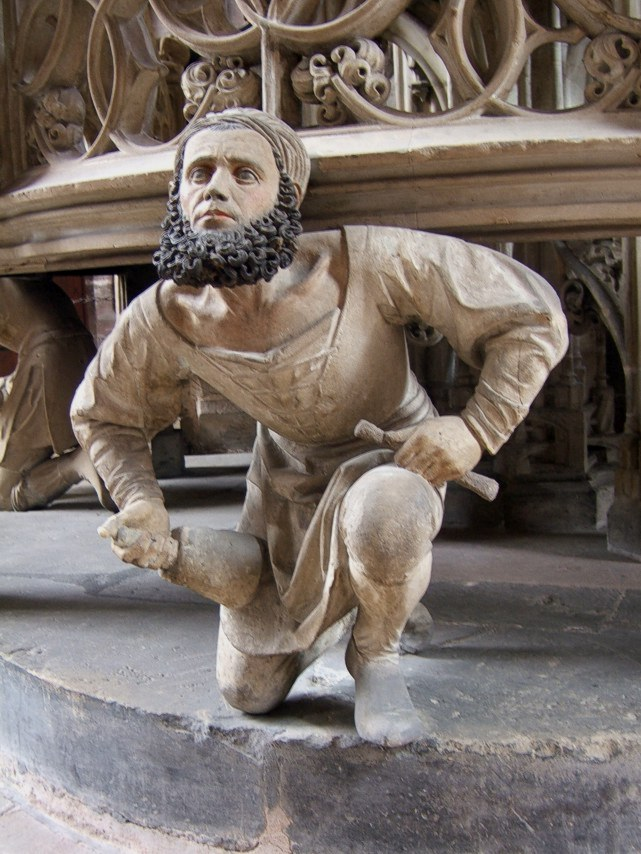
پیمانکار عمومی

پیمانکار عمومی (انگلیسی: General contractor) به سازمان یا گروهی ازسازمانها (مشارکت/کنسرسیوم) گفته می‌شود که با سازمانی دیگر یا با شخصی دیگر که کارفرما نام دارد قرارداد امضاء می‌کند تا یک پروژه را از مرحله صفر (Green Field) تا تحویل نهایی FA به انجام برساند، دامنه خدمات وی می‌تواند شامل مهندسی و طراحی، تهیه مدارک فنی، (پیگیری) ساخت و نصب تجهیزات، ساختمان و اجرا، نصب و پیش‌راه‌اندازی، راه‌اندازی، مدیریت پیمان، تحویل موقت و دائم و حتی بخشی از مرحله بهره‌برداری باشد.
پیمانکاران موظف هستند برای فعالیت‌های پیمانکاری، اقدام به اخذ گواهی نامه تأیید صلاحیت ایمنی پیمانکاران از اداره کار بنمایند. همچنین مدیر عامل باید دوره ایمنی کارفرمایی را بگذراند.  

## وظایف پیمانکار چیست؟
پیمانکاران ساختمان دارای مسئولیت‌های گوناگونی هستند که بستگی به نوع قرارداد آنها با مشتری دارد. یک پیمانکار نقش‌های بسیار مهمی دارد که باید در طول پروژه به عهده بگیرد و این بخش ها را تحت پوشش خود قرار دهد یک پیمانکار وظیفه تامین نیرو برای کار وسایل و تجهیزات مهندسی و همچنین ابزارآلات و خدمات لازم برای ساخت پروژه را برعهده دارد. در حقیقت یک پروژه یک برنامه اصلی دارد که تمام فعالیت‌ها را همراه با توزیع زمان و بودجه برنامه‌ریزی شده آنها می‌توان توصیف کرد که این برنامه دارای یک تاریخ پایان پروژه دارد که پیمانکار و پیمانکاران دیگر باید آن را در نظر داشته باشند و معمولاً جریمه‌های بسیار سنگینی برای از دست دادن مهلت مقرر پایان پروژه اعمال می شود.
ضمناً در صورتی که پروژه دیرتر به ثمر برسد تنها در صورتی قابل قبول است که به دلایل خارجی از کنترل پیمانکار مانند آب و هوای شدید و غیره به تأخیر بیفتد. و در آخر می‌توان گفت که وظایف اصلی یک پیمانکار ساختمان، ایجاد طرح پروژه مناسب برای تحویل سر وقت آن و برنامه‌ریزی جزئیات مهم پروژه و اجرای آن، کارهای سنگین عمرانی، مدیریت بر ساخت و ساز، حفظ ایمنی محیط زیست، پاسخ دادن به مسائل قانونی و نظارتی و ... است.

## به طور کلی انواع قراردادهای پیمانکاری و عمرانی از لحاظ مراحل و نحوه پرداخت به دسته های زیر تقسیم خواهند شد.

### ۱)  نحوه پرداختفهرست بهایا واحد بها (Unite Price)
نحوهٔ پرداخت قرارداد به صورت فهرست بها بر مبنای توافق پیمانکار و کارفرما در میزان مبلغ و هزینهٔ پروژهٔ مورد نظر، مورد استفاده قرار می‌گیرد.
بدین ترتیب، کلیهٔ فعالیت‌های انجام شده بر حسب واحد انجام کار (متر طول، متر مربع، کیلوگرم و …) اندازه‌گیری شده و بر اساس نرخ واحد پرداخت خواهد شد.
در این روش به دلیل اینکه پرداخت بر مبنای میزان واقعی مصالح و یا حجم کار می‌باشد، پیمانکار موظف است اطلاعات دقیقی از مصالح مورد نیاز و فعالیت‌های انجام شده را به کارفرما تسلیم نماید تا بر اساس فهرست جمع مبلغ مذکور محاسبه گردد.
چنانچه در این روش زمان انجام پروژه بیش از حد انتظار و پیش‌بینی‌های انجام شده به طول انجامد مبحث تعدیل قرارداد مطرح می‌گردد. بدین صورت که مبلغ پرداختی مشمول بخشنامه تعدیل شده و می‌بایست قیمت‌ها به روز رسانی گردند. لذا با به وجود آمدن چنین روندی، رسیدگی به صورت وضعیت‌ها از سمت کارفرما کاری به واقع مشکل، تخصصی و زمانبر خواهد بود.

### ۲)  نحوه پرداخت مقطوع (Lump Sum)
در این نحوه پرداخت، طرف قرارداد متعهد می شود که بر اساس یک مبلغ کل مشخص تمامی کار را بر عهده گیرد.
انتخاب پیمانکار در این روش بسته به صلاحدید کارفرما می تواند بر مبنای رقابت مالی و هزینه و یا به شکل مستقیم و غیر رقابتی صورت گیرد و از برنامه و تخصص پیمانکار برای تعیین بودجه استفاده گردد.
استفاده از روش پرداخت مقطوع در پروژه هایی که محصولات خاصی را ارائه می نمایند با توجه به عدم امکان تفکیک پروژه به روش (Unite Price)، سهولت پرداخت و کاهش دعاوی در حین پروژه را به دنبال خواهد داشت.
پیش نیاز کامل استفاد ه از این روش انجام کامل طراحی است. این عمل به حصول نتیجه ی قیمت واقع بینانه تر بر مبنای مقایسه تک تک پیشنهاد ها با یکدیگر و کاهش ریسک پیشنهادکنندگان کمک شایانی خواهد کرد.
در نحوه پرداخت به این روش نکات زیر می بایست در نظر گرفته شود:
- تهيه نمودار برنامه‌ريزي و زمان‌بندي كه براساس آن بتوان درصد پيشرفت پروژه را در مقاطع مختلف كاري تعيين نمود.
- زمان پرداخت صورت وضعيت براساس بازه‌هاي زماني مشخص و يا پيشرفت فيزيكي كار و يا هر دو صورت گيرد.
- مدارك لازم جهت ارائه توسط پيمانكار به منظور بيان درصد پيشرفت كار بايد مشخص شود.
- وجود مرجع تصميم گير به منظور تاييد درصد پيشرفت پروژه.

در صورت بروز فعاليت‌هايي علاوه بر تعهدات پيمانكار قيمت نيز تغيير مي‌كند. اين مسئله بايد در بند تغييرات قرارداد در نظرگرفته شده باشد، همچنين مشخص شود كه در صورت عدم توافق طرفين چه رويه اي در پيش گرفته شود.
از جمله محاسن اين روش آن است كه كارفرما لزومي ندارد به آناليز هزينه‌هاي پيمانكار بپردازد هرچند اگر لازم بداند اين موضوع مي‌بايست در متن قرارداد ذكر شود.

### ۳)  نحوه پرداخت درصدی (Cost Plus)
استفاده از این نحوه پرداخت قرارداد در مواقعی که پروژه دارای نقاط مبهمی باشد و نتوان آن را به اندازه کافی تشریح نمود مناسب می باشد.
در این روش پرداخت ها، بر مبنای هزینه‌های ساخت به علاوه درصد سود مورد توافق در هنگام عقد قرارداد توسط کارفرما صورت خواهد گرفت.

#### معایب استفاده از روش پرداخت قرارداد به صورت درصدی
- امکان به وجود آمدن اختلافات بسیار بین کارفرما و پیمانکار به دلیل درگیر شدن کارفرما، در ریز مسائل مالی پروژه و نحوه هزینه شدن آن
- امکان محقق نشدن انتظارات مالی کارفرما برای کنترل بودجه و میزان هزینه مصرفی

در روش پرداخت قرارداد به صورت درصدی، فعالیت هایی که هزینه آن برعهده ی کارفرماست و هم چنین فعالیت هایی که پیمانکار به عنوان هزینه‌های بالاسری در ضریب سود خود لحاظ خواهد کرد می‌بایست به‌طور کامل مشخص گردند.

### ۴)  نحوه پرداخت درصدی با حداکثر قیمت (تلفیق پرداخت مقطوع و درصدی)
در این نوع روش پرداخت، پیمانکار هزینه های فعالیت های انجام شده پروژه را همراه با حق الزحمه ثابتی از کارفرما دریافت خواهد کرد.
در واقع در این نحوه پرداخت، قیمت کار پیمانکار مقطوع نمی باشد و کارفرما مبلغ ثابتی معادل در صد تعیین شده به عنوان سود علاوه بر هزینه های مستند به پیمانکار پرداخت خواهد کرد.

#### مزایای استفاده از پرداخت هزینه همراه با حق الزحمه ثابت
- آزادی عمل بیشتر پیمانکار نسبت به نحوه پرداخت مقطوع به دلیل بازپرداخت بدون محدودیت هزینه ها و در نتیجه عدم نیاز به پایین بردن کیفیت و هزینه‌ها
- عدم امکان بالابردن حق الزحمه توسط پیمانکار به دلیل توافق هزینه درصد تعیین شده مابین پیمانکار و کارفرما از قبل

ذکر این نکته لازم است که تعیین سقف پروژه در این نحوه پرداخت، لزوماً از ابتدای پروژه مشخص نیست، بلکه تعیین آن نیازمند تشریح کامل موارد توسط کارفرما برای رسیدن به قیمت واقعی پروژه خواهد بود. لذا در این روش امکان تعیین سقف مالی پروژه در چند مرحله نیز وجود دارد.
به‌طور کل استفاده از این نحوه پرداخت قرارداد،انجام محاسبات مالی و امکان نظارت بر آن ها را راحت تر کرده و در نتیجه دعاوی کمتری در پروژه‌های کوچکتر اتفاق خواهد افتاد.
نرم‌افزار مدیریت قراردادهای درگاه، امکان تعریف فاز، مدیریت و زمانبندی مراحل پرداخت انواع قراردادهای پیمانکاری را به ساده‌ترین صورت ممکن فراهم نموده است.
تعیین انواع عوامل پرداخت نظیر اجاره، جریمه، بیمه یا پیش پرداخت از دیگر ویژگی‌های این سامانه در این زمینه است.